# Europäischer Qualitätspreis
Der Europäische Qualitätspreis wird von der European Foundation for Quality Management (EFQM) mit Sitz in Brüssel verliehen. Er wurde als Antwort Europas auf den US-amerikanischen Malcolm Baldrige National Quality Award und den japanischen Deming-Preis von der EFQM entwickelt.
Die Auswahl erfolgt über ein Selbstbewertungsschema, das EFQM-Modell, das sehr hohe Anforderungen an die „Reife“ der Unternehmung stellt und weit über die üblichen Qualitätsmanagementsysteme hinausgeht.
Da die Kriterien für KMUs nur mit sehr hohem Aufwand zu erfüllen sind, gibt es Methoden, die das Verfahren erleichtern sollen, u. a. von Future e.V.
Nationale EFQM Partner sind
- in Deutschland die Deutsche Gesellschaft für Qualität DGQ
- in Österreich die Austrian Foundation for Quality Management AFQM
- in der Schweiz die Swiss Association for Promotion of Quality SAQ.